# Aloe verrucosospinosa
Aloe verrucosospinosa é uma espécie de liliopsida do gênero Aloe, pertencente à família Asphodelaceae.